# Istvan Raskovy
Stephen Istvan Raskovy (ur. 25 listopada 1936 w Bodrogkisfalud, zm. 31 maja 2021) – australijski zapaśnik walczący w stylu klasycznym. Olimpijczyk z Tokio 1964, gdzie zajął dziesiąte miejsce w kategorii do 87 kg.

## Letnie Igrzyska Olimpijskie 1964
| Konkurencja          | Rundy eliminacyjne     | Rundy eliminacyjne      | Rundy eliminacyjne    | Klas. końcowa |
| Konkurencja          | Przeciwnik I           | Przeciwnik II           | Przeciwnik III        | Miejsce       |
| -------------------- | ---------------------- | ----------------------- | --------------------- | ------------- |
| 87 kg styl klasyczny | Yavuz Selekman (TUR) P | Fernando García (PHI) Z | Jiří Kormaník (TCH) P | 10.           |